# L'Opéra du pauvre
Albums de Léo Ferré
Ludwig-L'imaginaire-Le bateau ivre
(1982) Léo Ferré au Théâtre des Champs-Élysées
(1984)
L'Opéra du pauvre est une œuvre de Léo Ferré pour voix, chant et orchestre officialisée sous la forme d'un quadruple album-concept publié en 1983. Ce plaidoyer onirique et grinçant pour la Nuit, c'est-à-dire pour l’imaginaire et la subversion selon Ferré, synthétise toutes les facettes du poète et du musicien.
Indisponible dans le commerce pendant plus de vingt ans à cause de problèmes juridiques, il a été réédité en 2022 au sein du coffret La Marge : intégrale 1975-1991, publiée par les éditions La Mémoire et la Mer.

## Genèse
L’Opéra du pauvre tire son argument et sa matière principale d’une œuvre écrite en 1956 à la demande du chorégraphe et danseur Roland Petit, dans le cadre de la Revue des Ballets de Paris. Titrée La Nuit, cette œuvre initiale avait la particularité d'être un ballet « lyrique », incluant des passages chantés et d'autres narrés par un récitant. Abandonnée par son commanditaire après quelques représentations (dont la réception a été violemment négative), l'œuvre est remaniée par Ferré pour devenir un « feuilleton lyrique » publié la même année aux Éditions de la Table Ronde. 
Ferré en tire aussi la chanson emblématique « Les Copains d’la neuille », qu'il enregistre sur disque en 1956, puis avec des arrangements différents en 1958. Après cela l'œuvre reste au fond d'un tiroir pendant vingt-six ans.
C'est après la publication du triple album L'Imaginaire, que Léo Ferré décide de consacrer l’année 1982 à ressusciter La Nuit. Mais le temps a passé, Ferré a accumulé beaucoup de matériaux, et il choisit d'enrichir son texte et sa partition avec des éléments de provenance diverse, créant ainsi une nouvelle œuvre résolument baroque, et de dimensions beaucoup plus vastes (il faudra quatre 33 tours pour faire tenir les deux heures dix-sept que compte cette recréation).

## Personnages
Contrefaisant sa voix, jouant avec les réverbérations, Ferré incarne à lui seul tous les protagonistes.
- Le narrateur
- La Nuit, accusée
- Le Corbeau, président du tribunal
- Le Coq, avocat général
- Le Hibou, avocat de la Nuit
- Le Chat, greffier
- La Cloîtrée, témoin
- La Rose, témoin
- Calva, tenancier du bar-discothèque et témoin
- Miseria, témoin
- Le Ver Luisant, témoin
- Les deux « Professionnelles », témoins
- L'Enfant, témoin
- Le Joueur, témoin
- La Bougie, témoin
- La Mort, témoin
- La Baleine Bleue, témoin
- Le Poète, témoin
- Le public de l'audience
- Voix de Saint-Pierre & voix diverses

## Argument
La Nuit, dite « Miss Night », est accusée du meurtre de la Dame Ombre. L'Opéra du pauvre raconte son procès par les « gens du jour » qui sont allégorisés par des animaux. Le juge est incarné par un corbeau, l'avocat général par un coq et c'est au hibou qu'il revient d'être l'avocat de la Nuit. Les témoins à décharge, tous noctambules pour une raison qui leur est propre, défilent à la barre pour tenter de sauver la Nuit.

## Interprétations
L’Opéra du pauvre est créé en public dans une mise en scène de Frank Ramon (à laquelle Ferré a assisté) en mars et en novembre 1989 à Castres et à Tarbes, puis à l'automne 1990 au T.L.P. Déjazet à Paris. Dans cette production les rôles sont tenus par seize comédiens. La musique provient des bandes-orchestre de l'enregistrement de Ferré et Frank Ramon prend la liberté d'écourter la fin de l'œuvre.
En 2002 la chanteuse italienne Anna Maria Castelli donne l'œuvre à Vilnius et à Kaunas, en compagnie de l'Orchestre d'état de Lituanie (Lithuanian State Symphony Orchestra), sous la direction de Massimo Lambertini. Comme Ferré, elle chante l'intégralité des rôles à elle seule.
En 2011, le chef d'orchestre Jean-Paul Dessy et le metteur en scène nordiste Thierry Poquet s'emparent de l'œuvre pour en proposer une interprétation transdisciplinaire mêlant théâtre, chant, musique, chorégraphie, cirque et vidéo. Dans cette version les dix-huit rôles sont répartis entre huit comédiens chanteurs, parmi lesquels Michel Hermon, une chanteuse de rock et un acrobate. La musique est interprétée par l'orchestre de chambre Musiques Nouvelles, sous la direction de Jean-Paul Dessy. L'œuvre est donnée à Mons et Liège, puis en 2012 à Valenciennes, à Luxembourg et à Grenoble.

## Titres
La version 33 tours originale ainsi que sa réédition CD de 1991 ne proposent pas d'indexage précis et se bornent aux grandes divisions scénographiques de l'œuvre. Afin de profiter de l’espace resté disponible en huitième face, Ferré adjoint en complément une ballade pour violon et orchestre en trois mouvements intitulée Le Chant du hibou.
Face A & B 

Tableau I - La Salle d'audience
Face C 

Tableau I : La Salle d'audience (suite) 

Tableau II : Le Bar-discothèque
Face D 

Tableau II : Le Bar-discothèque (suite et fin)
Face E & F 

Tableau III : La Salle d'audience
Face G 

Tableau III : La Salle d'audience, final et épilogue
Face H 

Le Chant du hibou
La réédition sur CD dans le coffret La Marge : intégrale 1975-1991, paru en 2022 chez les éditions La Mémoire et La Mer,  propose un indexage plus précis en suivant pour la première fois un découpage plus proche de celui voulu par Léo Ferré :  

CD1 

| 1. | Prologue | 1:30 |

| 2. | Nuit Hibou (Cadenza) | 4:23 |

| 3. | « Messieurs ! la cour... » |  |
| 4. | Litanies de la Nuit        |  |
| 5. | Mon sexe est fantastique   |  |
| 6. | Je roule ma bosse          |  |
| 7. | Le Jazz est mon ennui      |  |

| 8. | La Cloîtrée         |  |
| 9. | La Rose / La Gourde |  |

| 10. | Le Code de la Nuit I                       |  |
| 11. | Le Code de la Nuit II                      |  |
| 12. | « Qu'on mande un toubib » / Danse du crime |  |

TABLEAU II - LE BAR-DISCOTHÈQUE :
| 13. | Musique de foire                  |  |
| 14. | Vers toi                          |  |
| 15. | Ballet de l'alcool                |  |
| 16. | Tango Cuba Da ! (Tango Nicaragua) |  |

| 17. | Miseria |  |

| 18. | Love Blues ou Le Ver luisant |  |

| 19. | Les Professionnelles |  |

| 20. | L'Enfant |  |

CD2 

TABLEAU III - LA SALLE D'AUDIENCE :
| 1. | Le Joueur |  |

| 2. | Blues                                          |  |
| 3. | L'Allumeuse / La bougie / « Il va faire nuit » |  |

| 4. | La Mort                                                     |  |
| 5. | Je vous attends                                             |  |
| 6. | Tapis de tapin / « La Nuit se faisant passer pour la Nuit » |  |

| 7. | Les Croissants de Paris       |  |
| 8. | La Baleine bleue              |  |
| 9. | « La poésie n'est que folie » |  |

| 10. | La Chemise rouge                                     |  |
| 11. | L'Aparté / Ininflammable                             |  |
| 12. | Marche funèbre / Le Poète                            |  |
| 13. | « Tu n'étais que la nuit » / La Mort / Les Empaillés |  |

| 14. | « Écoutez, Monsieur le Poète... » |       |
| 15. | Vint alors le printemps           | 16:48 |

## Musiciens
- Léo Ferré : chant, piano
- Giuseppe Magnani : violon solo
- Orchestre symphonique de Milan, Percussions de Milan

## Production
- Orchestrations et direction musicale : Léo Ferré
- Prise de son : Paolo Bocchi
- Direction artistique : Léo Ferré
- Illustration pochette originale : Marina Marcantonio (dessins), Alain Marouani (photo)